# Глупая лошадь
«Глупая лошадь» — советский короткометражный мультфильм, снятый по стихотворению Вадима Левина.
Первый из двух сюжетов мультипликационного альманаха «Весёлая карусель» № 7.

## Сюжет
Экранизация одноименного стихотворения Вадима Левина про то, как лошадь не по погоде надевала галоши и из за этого сильно простыла.
Отрывок из стихотворения:

Лошадь купила четыре галоши —

Пару хороших и пару поплоше.

Если денек выдаётся погожий,

Лошадь гуляет в галошах хороших.

Стоит просыпаться первой пороше —

Лошадь выходит в галошах поплоше.

Если же лужи по улице сплошь,

Лошадь гуляет совсем без галош.

Что же ты, лошадь, жалеешь галоши,

Разве здоровье тебе не дороже?
— автор Вадим Левин.

## Съёмочная группа
| Режиссёр   | Галина Баринова |
| Сценарист  | Вадим Левин     |
| Композитор | Владимир Щукин  |
| Художник   | Галина Баринова |
| Оператор   | Михаил Друян    |